# Chortophaga viridifasciata
Chortophaga viridifasciata är en insektsart som först beskrevs av De Geer 1773.  Chortophaga viridifasciata ingår i släktet Chortophaga och familjen gräshoppor. Inga underarter finns listade i Catalogue of Life.

## Bildgalleri

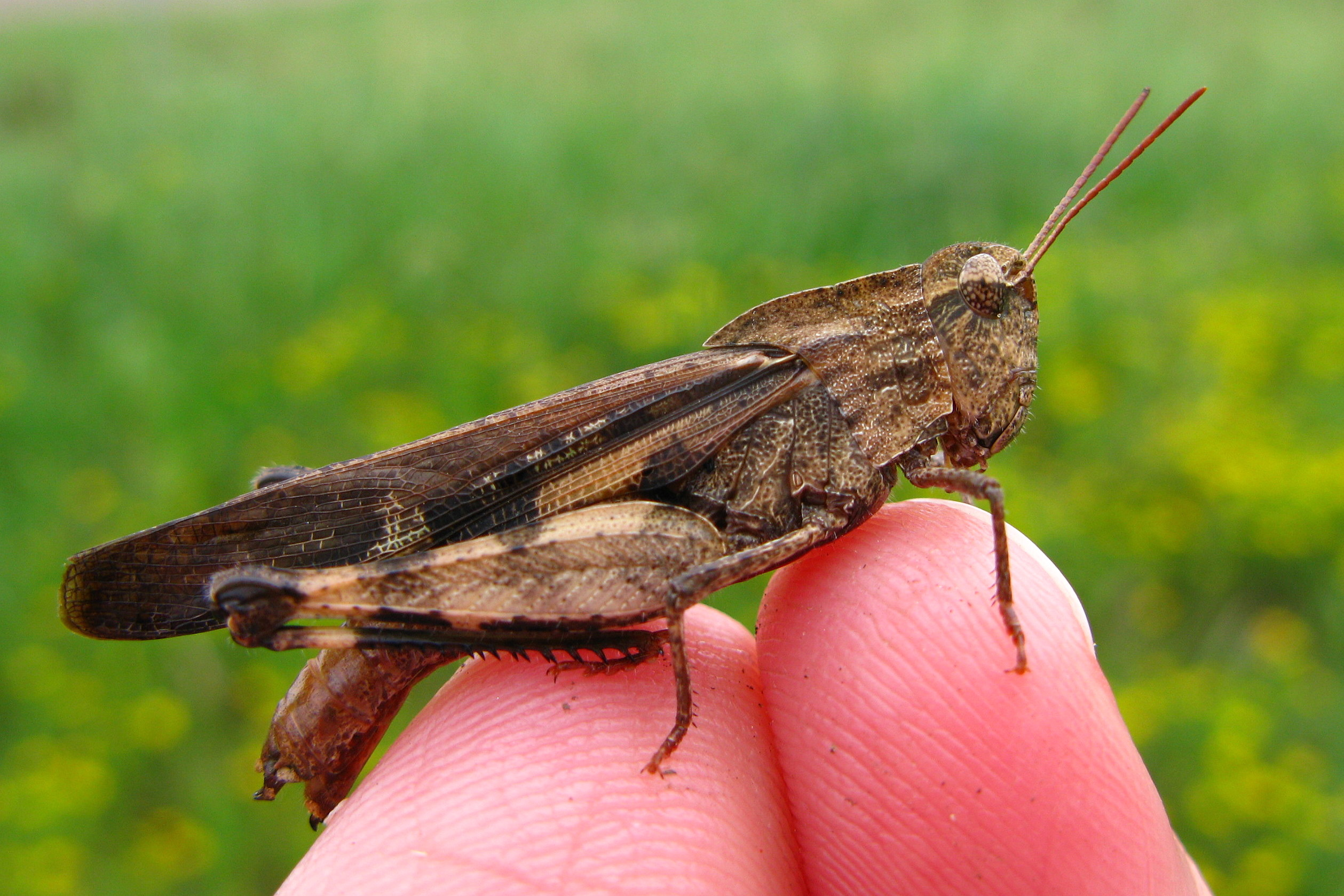